# Taraxacum prionum
Taraxacum prionum — вид квіткових рослин з родини айстрових (Asteraceae). Вид зростає в Європі: Бельгія, Німеччина, Нідерланди; це багаторічна рослина помірних біомів.

## Опис
Кінцева листкова частка мала, з загостреною верхівкою; черешки паралельнокрилі; листки волохаті.